# Otto Schnübbe
Otto Schnübbe (* 21. Oktober 1914 in Erfurt; † 8. Juli 2000 in Brelingen) war ein deutscher lutherischer Geistlicher und Landessuperintendent des Sprengels Hannover der Evangelisch-lutherischen Landeskirche Hannovers.

## Leben
Schnübbe studierte Evangelische Theologie in Königsberg (Preußen) und Marburg, gab das Studium aber 1935 wieder auf, um Offizier zu werden. 1937 wurde er Leutnant. Im Zweiten Weltkrieg diente er unter anderem im 2. Panzer-Artillerie-Regiment 103 als Hauptmann, dann zuletzt als Major im Generalstab. 1945 geriet er in sowjetische Kriegsgefangenschaft. Nach seiner Rückkehr (1949) nahm er sein Theologiestudium wieder auf, das er an den Universitäten Göttingen und Erlangen fortsetzte. 1955 promovierte er in Erlangen zum D. theol.
Während seiner Vikarszeit an der Apostelkirche in Hannover war Schnübbe 1952 Organisationsleiter der Tagung des Lutherischen Weltbundes. 1953 wurde er ordiniert. Er wurde Pastor an der Gethsemanekirche in Hannover und ab Frühjahr 1957 der neugegründeten Epiphaniasgemeinde. Als langjähriges Mitglied der hannoverschen Landessynode wurde er durch den sogenannten „Schnübbe-Plan“ bekannt, der die kirchliche Versorgung vor allem von Neubaugebieten langfristig sicherstellen sollte. 1957 war er Delegierter der Landeskirche bei der Tagung des Lutherischen Weltbundes in Minneapolis.
Im Oktober 1961 wurde Schnübbe Superintendent des Kirchenkreises Hildesheim, 1968 Landessuperintendent für den Sprengel Hannover. Der Rat der Konföderation evangelischer Kirchen in Niedersachsen ernannte ihn 1973 zum Beauftragten des Rates der Konföderation ev. Kirchen beim Niedersächsischen Landtag. In diesem Amt hielt er für die Landeskirche den ständigen Kontakt zu Personen der Politik in Niedersachsen. 1982 trat er in den Ruhestand. Schnübbe galt durch seine langjährige Freundschaft mit Herzog Ernst August als „Hausgeistlicher“ des Welfenhauses.

## Auszeichnungen
- 1943: Deutsches Kreuz in Gold